# Amphinotus grandis
Amphinotus grandis är en insektsart som beskrevs av Günther, K. 1938. Amphinotus grandis ingår i släktet Amphinotus och familjen torngräshoppor. Inga underarter finns listade i Catalogue of Life.